# Zygophylax sagamiensis
Zygophylax sagamiensis is een hydroïdpoliep uit de familie Lafoeidae. De poliep komt uit het geslacht Zygophylax. Zygophylax sagamiensis werd in 1983 voor het eerst wetenschappelijk beschreven door Hirohito. 